# Plan de Moore
Ne doit pas être confondu avec les espaces de Moore dont ce plan est un exemple, ni avec les espaces de Moore (en) en topologie algébrique.
En mathématiques, le plan de Moore ou plan de Niemytzki — nommé d'après Robert Lee Moore et Viktor Niemytzki — est un espace topologique utilisé comme contre-exemple. Il s'agit en fait d'un demi-plan, muni d'une topologie strictement plus fine que la topologie usuelle.

## Définition
Sur le demi-plan supérieur Γ = {(p, q) ∈ ℝ2 | q ≥ 0}, on définit une topologie par les voisinages, de la manière suivante :
- si q > 0, les voisinages de (p, q) dans Γ sont les mêmes que ses voisinages dans ℝ×ℝ+ (muni de la topologie produit, induite par la topologie usuelle de ℝ2) ;
- une base de voisinages d'un point (p, 0) de l'axe des abscisses est constituée des {(p, 0)}∪D, pour tout disque ouvert D de ℝ×ℝ+ tangent en (p, 0) à cet axe, i.e. D de la forme {(x, y) ∈ ℝ2 | (x – p)2 + (y – r)2 < r2} pour n'importe quel réel r > 0.

## Propriétés
- Le plan de Moore Γ est, par construction, à bases dénombrables de voisinages.
- Il n'est pas de Lindelöf. En effet, l'axe des abscisses Γ0 = ℝ×{0} est un fermé discret non dénombrable.
- Par conséquent, Γ n'est pas à base dénombrable ni σ-compact.
- Il est séparable : ℚ×ℚ+ est dense.
- Il n'est donc pas métrisable, puisque le sous-espace Γ0 n'est pas séparable.
- Il n'est pas localement compact[2] (alors que Γ0 et son complémentaire le sont clairement).
- Il est tout de même complètement régulier.
- Il n'est pas normal, puisqu'il est séparable et possède un fermé discret Γ0 ayant la puissance du continu ou, plus directement, puisque ℚ×{0} et (ℝ\ℚ)×{0} sont deux fermés disjoints non séparés (en) par deux ouverts disjoints.
- Il n'est pas paracompact (puisqu'il n'est pas normal), ni métacompact (en) (seulement dénombrablement métacompact).